# Clasificación climática de Martonne

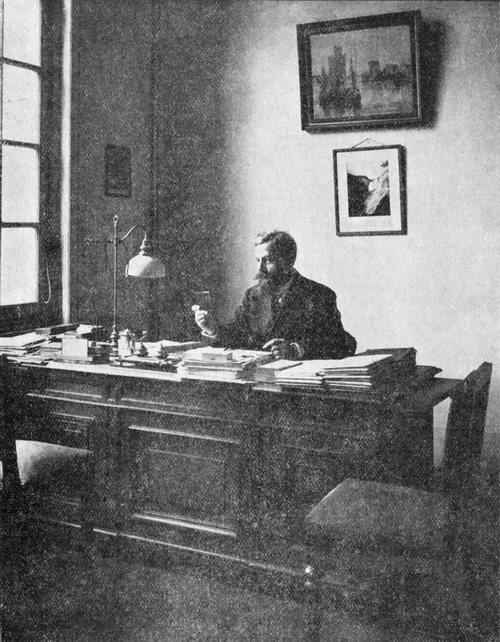
Emmanuel de Martonne quien desarrolló este concepto

El sistema de clasificación climática de Martone es un esquema para la clasificación de las diferentes áreas terrestres según su comportamiento global bioclimático. Fue desarrollado por el climatólogo francés Emmanuel de Martonne (1873-1955) y fue desarrollado a partir de 1921 (con el título de Les régions géographiques de France).

## Descripción
Según este índice, se clasificará cada lugar geográfico atendiendo a su grado de aridez. Su valor se calcula a partir de los datos obtenidos de los climogramas, mediante la fórmula:

{\displaystyle Im={\frac {P}{T+10}}}

 |{\displaystyle Im=} Índice de Martonne
Siendo:
| {\displaystyle T=} Temperatura media anual | y | {\displaystyle P=} la cantidad total anual de agua caída en mm |
| 0-5     | Zona árida                  |
| 5 - 10  | Zona semidesértica          |
| 10 - 20 | Zona semiárida mediterránea |
| 20 - 30 | Zona subhúmeda              |
| 30 - 60 | Zona húmeda                 |
| > 60    | Zona perhúmeda              |